# اقلیت اکثریت
اقلیت-اکثریت یا منطقه اقلیت-اکثریت اصطلاحی است که برای اشاره به زیربخشی استفاده می‌شود که در آن یک یا چند اقلیت نژادی، قومی و یا مذهبی (نسبت به جمعیت کل کشور) اکثریت جمعیت محلی را تشکیل می‌دهند.

## واژه‌شناسی
اصطلاحات دقیق استفاده شده از مکانی به مکان دیگر و زبانی به زبان دیگر متفاوت است. در بسیاری از کشورهای بزرگ و به هم پیوسته مانند چین، بسیاری از مناطق خودمختار وجود دارد که جمعیت اقلیت در آن اکثریت هستند. این مناطق به طور کلی نتیجه توزیع تاریخی جمعیت است، نه به دلیل مهاجرت اخیر یا تفاوت‌های اخیر در نرخ تولد و باروری بین گروه‌های مختلف.

## زمینه
مناطق اقلیت اکثریت به دو شکل اصلی وجود دارند. یک شکل زمانی است که یک گروه همگن ساکن در یک منطقه اکثریت جمعیت محلی را تشکیل می‌دهد. این گروه بندی در غیر این صورت یک اقلیت در حوزه قضایی گسترده‌تر خواهد بود. نوع دیگر زمانی رخ می‌دهد که چندین گروه متفاوت، وقتی با هم شمارش شوند، اکثریت درصدی از جمعیت محلی را تشکیل می‌دهند و از گروه‌های غالب تاریخی به عنوان ترکیبی از گروه‌های اقلیت متنوع بیشتر می‌شوند.
تفاوت‌هایی بین گروه‌های مذهبی، قومی، زبانی یا نژادی وجود دارد. این اشکال مختلف سناریوها یا مناطق اکثریت-اقلیت، تمایل دارند به محیط‌های اجتماعی-سیاسی و فرهنگی متفاوت کمک کنند. برای مثال، مطالعه‌ای در سال ۲۰۰۶ میلادی (European Social Survey)  نشان داد که افراد دارای وضعیت اقلیت-اکثریت محلی در ۲۱ کشور  اتحادیه اروپا بیشتر از اکثریت‌های بومی ملی موجود از یکپارچگی سیاسی قوی‌تر حمایت می‌کنند، و یک مطالعه در مرکز تحقیقات پیو در سال ۲۰۱۹ نشان داد که ۴۶ درصد از سفیدپوستان آمریکایی معتقد بودند که جمعیت ملی اکثریت-اقلیت تأثیر منفی بر فرهنگ آمریکایی دارد.
همچنین مطالعه‌ای در مورد گروه‌هایی که گفته می‌شود دارای وضعیت اکثریت-اقلیت «قدیمی» و «جدید» در مناطق خاص هستند، انجام شده است. در تحقیقاتی که توسط برنامه‌های چارچوبی توسعه فنی و تحقیقاتی اتحادیه اروپا تأمین مالی شد، یک مطالعه در سال ۲۰۱۵ این تفاوت را بررسی کرد و نشان داد که برای مثال، اتریشی‌تبارها در تیرول جنوبی زندگی می‌کنند. فرهنگی که تمایل دارد ایتالیایی‌ها را به یادگیری زبان آلمانی برای پیشرفت در استان، مانند دسترسی به اداره دولت محلی، وادار کند. این با جمعیت اکثریت-اقلیتی «جدید» ناشی از مهاجرت در اروپا در تضاد بود.